# Світлопольський сільський округ
Світлопо́льський сільський округ (каз. Светлополь ауылдық округі, рос. Светлопольский сельский округ) — адміністративна одиниця у складі Кизилжарського району Північноказахстанської області Казахстану. Адміністративний центр — село Знаменське.
Населення — 1378 осіб (2021; 1624 у 2009, 2201 у 1999, 2775 у 1989).
Станом на 1989 рік існувала Світлопольська сільська рада (села Байсал, Біле, Знаменське, Круте, Метлішино, Новонікольське, Янцено). Пізніше село Біле передано до складу Рощинського сільського округу. 21 червня 2019 року було ліквідоване село Янцено.

## Склад
До складу округу входять такі населені пункти:
| Населений пункт      | Старі назви | Населення, осіб (1989) | Населення, осіб (1999) | Населення, осіб (2009) | Населення, осіб (2021) |
| -------------------- | ----------- | ---------------------- | ---------------------- | ---------------------- | ---------------------- |
| Байсал, село         | -           | 545                    | 394                    | 210                    | 128                    |
| Знаменське, село     | Гриньовка   | 1303                   | 1053                   | 948                    | 932                    |
| --Янцено, село       | -           | 127                    | 57                     | 6                      | 1                      |
| Круте, село          | -           | 24                     | -                      | -                      | -                      |
| Метлішино, село      | -           | 371                    | 366                    | 247                    | 195                    |
| Новонікольське, село | -           | 405                    | 331                    | 213                    | 122                    |